# بحيرة بليكو
بحيرة بليكو ((بالصربية: Билећко језеро)‏)هي بحيرة اصطناعية تقع في بلدية بيليزا، في كيان جمهورية صربسكا، البوسنة والهرسك ، ويمثل طولها جزءا من حدود الجبل الأسود ، وبالتالي جزء صغير داخل الجبل الأسود. تم إنشاء بحيرة من صنع الإنسان عن طريق بناء سد غراناريفو سدًا مقوسًا عبر نهر تريبيشنجيكا، الذي تم بناؤه في عام 1968. يقع في الجزء العلوي والوسط من وادي تريبسينجيكا، على بعد 17 كم من مدينة تريبينيي وهي واحدة من أكبر البحيرات في البوسنة والهرسك.

## الناحية الجغرافية
بحيرة بيليكا هي بحيرة كبيرة من صنع الإنسان على نهر تريبيجانس، والتي تم إنشاؤها في عام 1968. هذا هو المصدر الوحيد للمياه السطحية في منطقة تخضع لظروف الطقس القاسية في فصل الشتاء وأيضا في فصل الصيف. سيبيليسا هو رافد صغير لها في بيليكا رودين ويقال أنه أفضل نهر جوفي معروف في البوسنة والهرسك. يقع في الجزء العلوي والوسط من وادي تريبسينجيك على بعد 17 كم من تريبينجي وهي واحدة من أكبر البحيرات في البلاد.
يتكون منظر المنطقة التي تقع فيها البحيرة من جبال من الحجر الجيري مع تشكيلات كارستية عارية